# Phaeozem

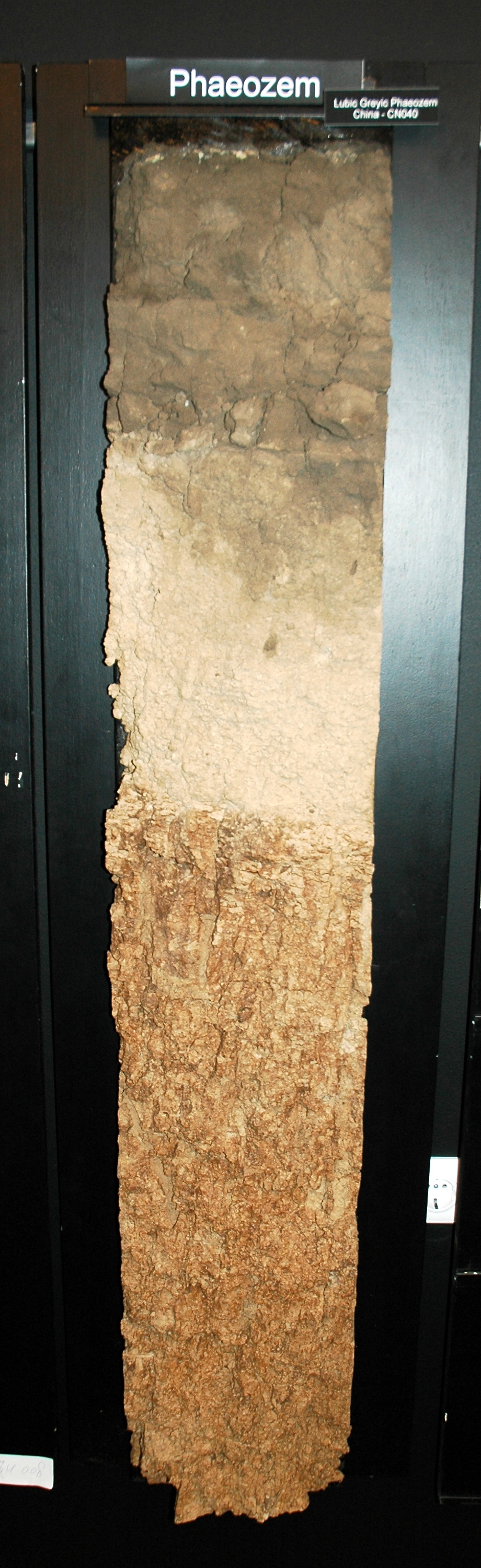
Phaeozem (China)

Een Phaeozem is donker gekleurde bodem, rijk aan organisch materiaal. Phaeozems hebben met een dunnere A-horizont dan Chernozems, en komen voor in een vochtige koel tot warm klimaat. Phaeozems zijn gevormd in eolische afzettingen als löss, morene of andere niet geconsolideerde, voornamelijk basische materialen.
Phaeozems zijn vruchtbare gronden: we vinden er veeteelt op grasland en geïrrigeerde landbouw. De belangrijkste beperkingen zijn periodieke droogte, wind- en watererosie.

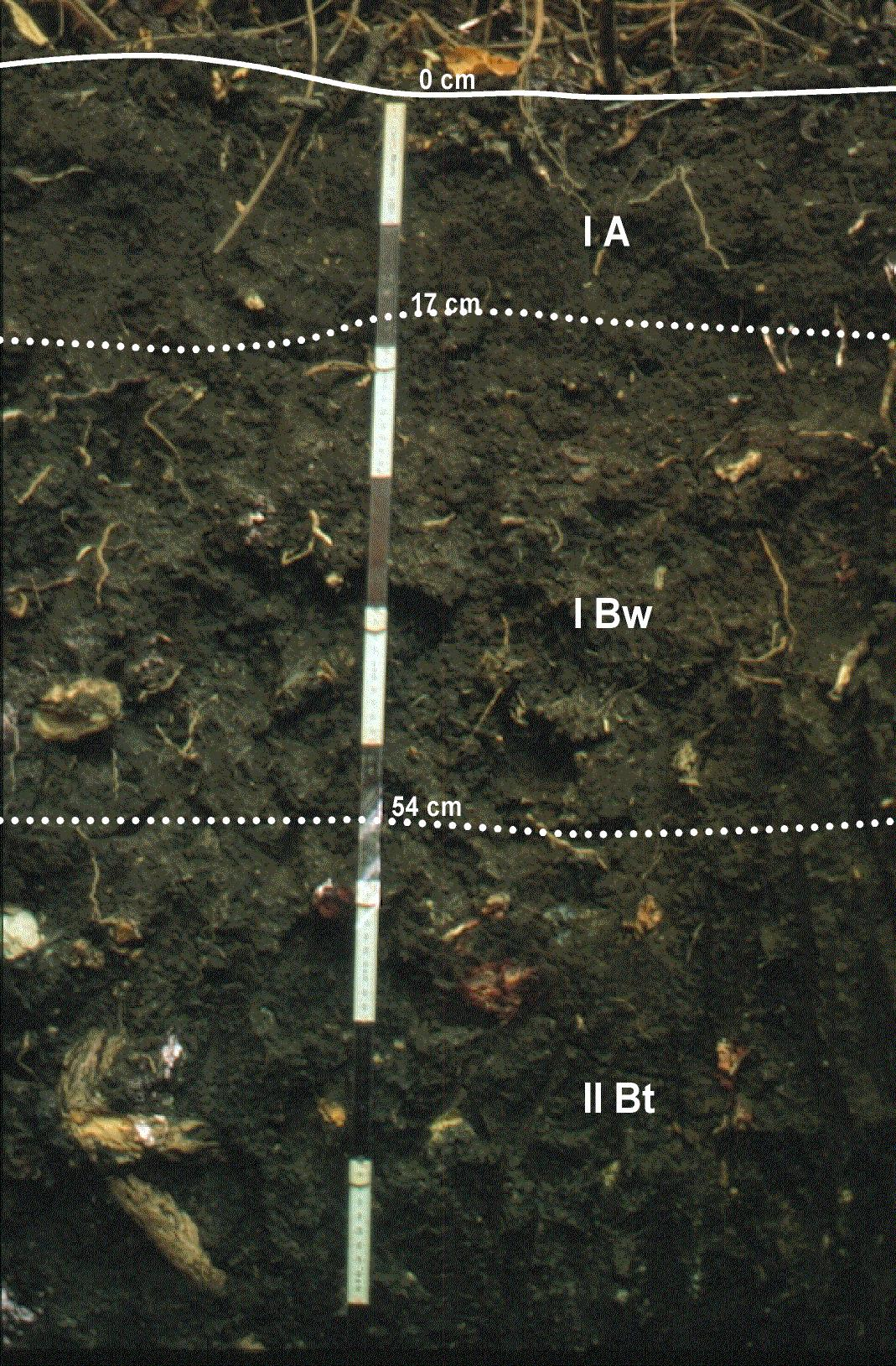
Luvic Phaeozem over Calcaric Regosol in Luqmuts, Tigray, Ethiopië

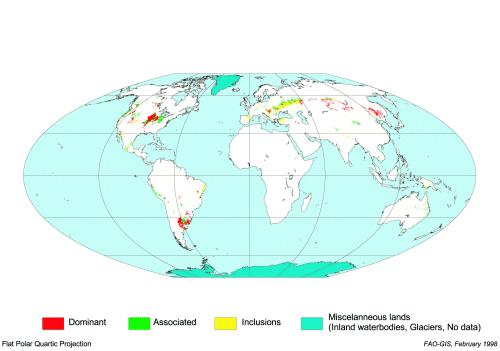
Voorkomen van Phaeozems

beslaan circa 190 miljoen hectare op aarde. Ongeveer 70 miljoen ha. is te vinden in de Verenigde Staten, 50 miljoen ha. op de pampa's van Argentinië en Uruguay en 18 miljoen ha. in noordoost China. Kleinere oppervlakte vinden we in Centraal Europa, met name in de Donau regio in Hongarije, en enkele hogere delen in de tropen. In Rusland ligt de gordel met Phaeozems ten noorden van de gordel met Chernozems.